# Будёновка (Оренбургская область)
Будёновка — село, расположенное в Грачёвском районе Оренбургской области. Входит в Ключевский сельсовет.

## Географическое положение
Село находится по правому берегу реки Ток. 
Расстояние по автодороге до центра сельсовета, села Ключи, около 8 км. Ближайший населённый пункт (1,2 километра) — село Чапаевка.

## История
Село возникло в 1920-х годах как хутор Будённый Грачёвской волости Ново-Тоцкого сельсовета. В 1939 году в Будёновке действовала начальная школа, в послевоенное время были открыты клуб, медпункт, магазин. В 1970-х годах был построен свиноводческий комплекс на 6000 голов, закрытый в 2000-х.

## Инфраструктура
По состоянию на 2020 год в селе Будёновка 36 дворов и две улицы («Новая» — 17 дворов и «Комсомольская» — 19 дворов). В селе имеется фельдшерско-акушерский пункт.

## Население
- В 1928 году — 23 двора, 128 человек (54 мужчины, 64 женщины).
- В 1937 году — 127 человек старше 18 лет[2].

| 2010 |
| ---- |
| 89   |

- В 2018 году — 47 человек[3].